# Makari
Ne doit pas être confondu avec Makary.
Le makari (ou makary, makary kotoko, mpade) est une langue tchadique biu-mandara parlée principalement au Cameroun dans la région de l'Extrême-Nord, le département du Logone-et-Chari, au sud du lac Tchad, autour de Makary, également au sud-ouest du Tchad.
En 2004 on comptait environ 16 000 locuteurs au Cameroun.
Elle est notamment liée à l'afade et au maslam.

## Écriture
| A  | B | Ɓ | C | Cʼ | D | Ɗ | E | F  | G  | H | I | Ɨ | J | K |
| a  | b | ɓ | c | cʼ | d | ɗ | e | f  | g  | h | i | ɨ | j | k |
| Kʼ | L | M | N | O  | P | R | S | Sʼ | SH | T | U | W | Y | Z |
| kʼ | l | m | n | o  | p | r | s | sʼ | sh | t | u | w | y | z |